# 渡部秀敏
渡部 秀敏（わたべ ひでとし、1966年10月25日 - ）は、日本の実業家。ワタベウェディング社長、会長。父はワタベウェディング相談役の渡部隆夫。

## 来歴
京都府出身。1989年3月  駒澤大学経営学部卒業。稲盛和夫に憧れ、第二電電（現KDDI）入社。
1992年  ワタベウェディング入社。2002年ハワイ支社長、2005年 執行役員営業企画本部長、2008年 取締役営業統括担当を経て、同年6月 社長に就任。2014年より会長。

## 略歴
- 1989年 4月  第二電電（現KDDI）入社
- 1992年10月  ワタベウェディング入社
- 2002年12月  ハワイ支社長
- 2005年 6月  執行役員営業企画本部長
- 2006年 6月  取締役海外挙式事業本部長
- 2008年 3月  取締役営業統括担当 兼 デスティネーション挙式事業本部長
- 同年 6月  代表取締役社長[3][4]
- 2014年 4月  代表取締役会長